# Torneo de Zúrich 2001
El Swisscom Challenge 2001 fue un torneo de tenis femenino, disputado del 14 al 21 de octubre de 2001. Fue un evento de categoría Tier I que se jugó en canchas de carpeta en pistas cubiertas como preparativo para el campeonato de fin de año de la WTA. Fue la 18.ª edición del torneo y tuvo lugar en el Schluefweg en la ciudad suiza de Zúrich.

## Campeonas

### Individual femenino
Lindsay Davenport venció a  Jelena Dokic por 6–3, 6-1

### Dobles femenino
Lindsay Davenport /  Lisa Raymond vencieron a  Sandrine Testud /  Roberta Vinci por 6–3, 2–6, 6–2